# August Klughardt
August Klughardt (ur. 30 listopada 1847 w Köthen, zm. 3 sierpnia 1902 w Dessau) – niemiecki kompozytor i dyrygent epoki romantyzmu, uczeń Blassmana i Reichela.
Po ukończeniu studiów pełnił kolejno w ciągu dwudziestu lat obowiązki kapelmistrza teatrów w Poznaniu, Lubece, Weimarze, Neustrelitz i w Dessau. Napisał sześć symfonii, cztery uwertury, dwie suity orkiestrowe, kwintet fortepianowy, trio, sekstet smyczkowy, dwa kwartety, koncert na obój, koncert na skrzypce, oratorium Die Grablegung Christi, opery Mirjam (Weimar 1871), Iwein (Neustrelitz 1879), Gudrun (1882), Die Hochzeit des Mönchs (Dessau 1886, w Pradze pod tytułem Astorre), kilka fantazji na fortepian, obój i altówkę, oraz osiem zeszytów pieśni.